# کاشیفو بانگوناگانده
کاشیفو بانگوناگانده (انگلیسی: Kashifu Bangunagande؛ زادهٔ ۲۴ سپتامبر ۲۰۰۱) بازیکن فوتبال اهل ژاپن است.
از باشگاه‌هایی که در آن بازی کرده‌است می‌توان به باشگاه فوتبال توکیو اشاره کرد.